# Robert McLachlan
Robert James McLachlan (nascido em 17 de abril de 1971) é um ex-ciclista australiano que competiu nos Jogos Olímpicos de Verão de 1992, representando a Austrália.